# Sinereză
În lingvistică, termenul sinereză (cf. fr  synérèse, la  synaeresis, el  συναίρεσις synairesis „contractare”), preluat din retorică, denumește o schimbare fonetică ce constă în fuziunea într-un diftong a două vocale din două silabe alăturate.
Sinereza se opune fenomenului numit diereză, adică pronunțarea vocalelor în aceeași poziție cu hiat între ele, sau cu hiatul eliminat prin intercalarea unei semivocale ori a unui stop glotal.
În funcție de limbă, sinereza se poate manifesta în interiorul cuvintelor sau și la limita dintre cuvinte. Sinereza și diereza în aceeași secvență din lanțul vorbirii (cuvânt sau succesiune de cuvinte) poate coexista în limbă. Ele pot fi fenomene standard sau nestandard, în ultimul caz dialectale sau individuale.

## Exemple în câteva limbi
În limba română, sinereza are loc prin transformarea primei vocale în semivocală, rezultând un diftong ascendent, de exemplu în cuvântul teatru ['te̯a.tru]. Este nestandard sinereza cu diftong descendent, adică cu transformarea celei de-a doua vocale în semivocală, de pildă în unele pronunțări individuale din graiurile vestice, ex. reumatism [reu̯.ma'tism].
La contactul dintre cuvinte, sinereza este standard, uneori fiind chiar obligatorie, de exemplu la întâlnirea unor pronume personale și reflexive neaccentuate monosilabice terminate în e sau în i cu formele personale ale verbului auxiliar a avea, ex. ți-am spus, duce-le-aș, te-am întrebat, ne-ai povestit, te-ai întoarce. Alteori, sinereza la limita dintre cuvinte este facultativă, contribuind la fluența și la accelerarea vorbirii: de atunci vs. de-atunci, pe aici vs. pe-aici, îmi pare o poveste vs. îmi pare-o poveste etc. Este vorba de un fenomen de fonetică sintactică, marcat în scris prin cratimă.
În limba franceză, sinereza are loc numai în interiorul unor cuvinte, prin formarea de diftongi ascendenți, schimbându-se vocalele [i], [y] și [u] în semivocalele [j], [ɥ], respectiv [w]. Distribuția sinerezei și dierezei în cazul acelorași cuvinte este regională. La Paris și în vestul Franței este obișnuită sinereza, de exemplu cuvintele lion „leu”, buée „abur” și louer „a închiria” pronunțându-se [ljɔ̃], [bɥe], respectiv [lwe], dar în nordul, în estul și în sudul Franței, precum și în Belgia, astfel de cuvinte se pronunță în general cu diereză: [liˈɔ̃], [buˈe], respectiv [luˈe]. Standardul prevede în general sinereza, în afară de unele situații în care vocalele sunt precedate de o consoană + r sau l, ex. trouer [tʁuˈe] „a găuri”, fluet [flyˈɛ] „firav”, oublier [ubliˈe] „a uita”. Diereza poate fi și individuală, chiar și în regiuni unde predomină sinereza.
Istoria limbii italiene prezintă de asemenea tendință de sinereză, în cuvinte precum continuo [konˈtinwo] „continuu”, patria [ˈpatrja], empio [ˈempjo] „necredincios”. Poate fi realizată și cu diftongul descendent [aw], ex. Laura [ˈlawra]. Acestea sunt pronunțări standard, urmate în Toscana și în Italia de nord, dar în sud aceleași cuvinte sunt pronunțate cu diereză, adică cu [u.o], [i.a], [i.o], respectiv [a.u].

## În versificație
În versificație este aplicată sinereza sau diereza printre procedeele pentru obținerea numărului necesar de silabe în versuri. În versificațiile clasice existau reguli după care puteau fi aplicate sinereza și diereza. De exemplu, în cea franceză se urma tradiția etimologică. Dacă în cuvântul de origine (în special latinesc) era o singură vocală din care provine hiatul în franceză, trebuia aplicată sinereza, ca să rămână o singură silabă, iar dacă hiatul exista și în cuvântul de origine, se aplica diereza, adică se păstrau două silabe.
De exemplu, versul Va te purifier dans l’air supérieur (literal „Mergi să te purifici în aerul superior”) (Charles Baudelaire) este un alexandrin, care trebuie să aibă douăsprezece silabe. Conform francezei standard actuale, cuvintele purifier și supérieur au câte trei silabe, cu sinereză în silabele -fier [fje], respectiv -rieur [ʁjœːʁ], dar în acest vers le este aplicată diereza ([fi.e], respectiv [ʁi.œːʁ]), având astfel câte patru silabe, ca să se obțină numărul de douăsprezece silabe. Diereza este aplicată aici conform regulii, căci cuvintele respective sunt la origine la  purificare, respectiv superior, vocalele în cauză fiind în silabe diferite.